# Kananga
Kananga este un oraș din Republica Democrată Congo. Este reședința provinciei Lulua.